# Хайо Харльда

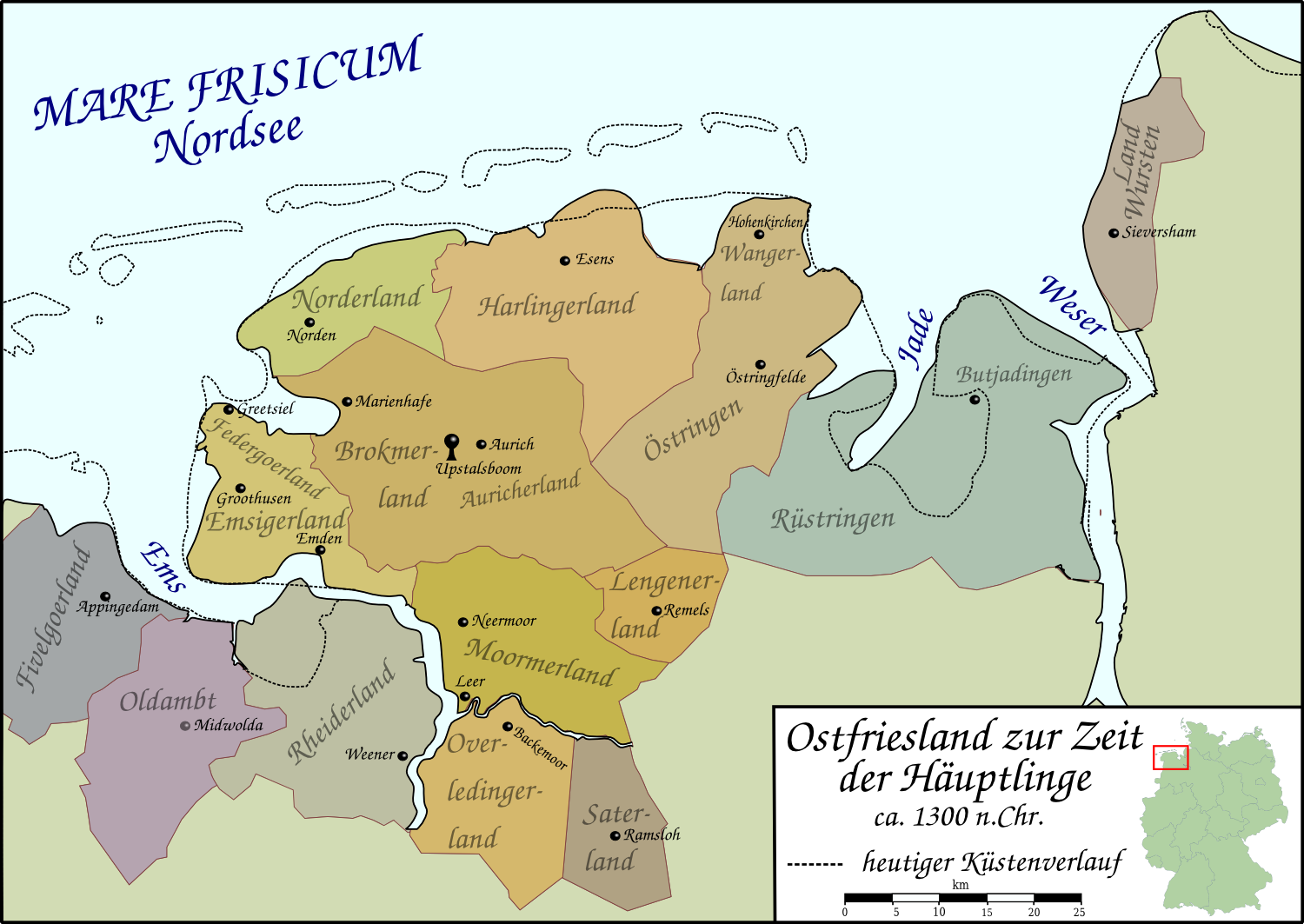
Восточная Фризия в период правления хофтлингов

Хайо Харльда (нем. Hayo Harlda; до 1420 — 1441) — восточнофризский хофтлинг (вождь) Евера.

## Биография
Хайо «Харльда» был первым сыном от брака Люббе Зибетса, вождя Бурхафе в Бутъядингене, с Евой, дочерью Танно Дюрена из Виттмунда из клана Канкена. В отличие от своего сводного брата Зибета, он не был родственником Эдо Вимкена-старшего - мать Зибета Фроува приходилась мачехой Хайо Харльде. Впервые он был упомянут в документах в 1420 году, когда он для Зибета, правда безуспешно, защищал Евер от Окко II том Брока и был взят в плен. В договоре о союзе между Зибетом и Окко от 23 октября 1420 года он всё ещё фигурирует как «Haye Lubbensone» (Хайо Люббензон), а в 1431 году (21 декабря) он называет себя «Hayo Harlde, to Jever, Wytmunde hovetling» (Хайо Харльда, хофтлинг Евера и Виттмунда). Упоминается, что он перестроил замок Йевер в 1428 году, который был снесён по договору от 1427 года. Позиционированием себя как «хофтлинга Виттмунда» — переданным только в 1431 году — он подчёркивает свою принадлежность к клану Канкена, что, вероятно, также имело для него политическое значение в отношении Эстрингена и Евера. Неясно, указывает ли его прозвище Харльда на Харлингерланд и, следовательно, на осознание происхождения по материнской линии, ориентированного на клан Канкена.
Несмотря на отстранённость от Зибета, который называл себя хофтлингом Рюстрингена и Эстрингена и чья власть в Эстрингене, очевидно, также распространялась на Евер, Хайо принимал сторону своего сводного брата в восточнофризских конфликтах примерно с 1430 году и позже. Он объединился с ним вместе с Фокко Укеной против Свободного союза семи восточнофризских земель под властью клана Кирксена, направленного против них. После поражения Зибета и его смертельного ранения в битве при Баргебуре 29 июля 1433 года Хайо вместе с Люббе Оннекеном, мужем его сестры Ринельд, защищали зибетсбург от осады Гамбургом и восточными фризами, но через несколько недель ему пришлось сдаться из-за отсутствия припасов. Поскольку замок долгое время служил убежищем для Виталийских братьев, Ганзейский союз не хотел возвращать замок Хайо и Люббе. Поэтому он был снесён в 1435 году.
В результате Хайо сосредоточился на Евере, название которого он позже добавил к своему титулу. Он также вступил во владение Олдебургом в Вангерланде и, по-видимому, также выполнял функции управляющего для Эстрингена и Вангерланда. Предположительно из-за настроений общественного движения, которое в то время критиковало хофтлингов, он не называл себя хофтлингом Эстрингена, как это делал раньше Зибет. Однако вместе со своим зятем Люббе Оннекеном он пытался, как упоминается в 1438 году, получить права хофтлинга в Рюстрингене и бывшем районе Рюстрингена Банте, которые не управлялись после смерти Зибета. Хайо и Люббе, судя по всему, выдвигали притязания на наследство, вытекающие из их родства с Зибетом, который умер бездетным. Земельная община приняла это во внимание и в 1438 году избрала обоих наследственными управляющими и покровителями области, избегая понятия «хофтлинг». Однако Хайо продолжал именовать себя хофтлингом Евера, подчёркивая важность Евера как административного центра его владений, которые ещё не объединились, чтобы впоследствии образовать Еверланд.

## Семья и потомки
Хайо Харльда был женат на Ивезе, дочери хофтлинга Штадланда Диде Люббена, который был изгнан из своих владений Бременом в 1414 году. Есть свидетельства о четырёх сыновьях от их брака, включая Танно Дюрена, который также был хофилингом Евера. Хайо Харльда умер от чумы осенью 1441 года.